# Chiesa di Santa Maria (Tonara)
La chiesa di Santa Maria è un edificio religioso situato a Tonara, centro abitato della Sardegna centrale. Consacrata al culto cattolico, fa parte della parrocchia di San Gabriele, arcidiocesi di Oristano.
L'edificio si trova nel rione di Arasulè. La data di costruzione è incerta e la si fa risalire al primo decenni del XVII secolo. Venne ampliato qualche decennio dopo con i contributi di alcune famiglie provenienti da paese abbandonato di Spasulè.